# Choezjir
Choezjir (Russisch: Хужир) is een nederzetting met stedelijk karakter en de grootste plaats op het eiland Olchon in het Baikalmeer, direct ten zuiden van de rots Sjamanka, die als heilig wordt gezien in het Boerchanisme. De plaats vormt sinds 1987 het bestuurlijk centrum van het gemeentelijke district Olchonski van de Russische oblast Irkoetsk. De plaats telde 1.148 inwoners in 2002 tegen 1.219 in 1989. Hiermee huisvest Choezjir het merendeel van de ongeveer 1.500 eilandbewoners. Het grootste deel hiervan bestaat uit Boerjaten.
De lokale bevolking is vooral actief in de visserij en het hoeden van schapen en probeert daarnaast een inkomen te verdienen in het opkomende toerisme, waarvan het hoogseizoen gemiddeld twee maanden duurt. Hiervoor worden recentelijk steeds meer hotels geopend. De plaats heeft een strand en een streekmuseum (lokale natuur en geschiedenis). Daarnaast bevindt de enige school op het eiland (met 250 leerlingen) zich in de plaats.